# Joe De Sena
Joe De Sena (Alternativschreibweise Joseph DeSena, * 2. Januar 1969) ist ein US-amerikanischer Extremsportler, Autor und Unternehmer. Er ist CEO und Mitgründer von Death Race, Peak Race und Spartan Race. 

## Leben
De Sena studierte an der Cornell University. Er gründete im Alter von 13 ein Unternehmen, das Schwimmbecken reinigte. Nach einem Universitätsstudium kehrte er zu seiner Firma zurück und verkaufte sie später für 500.000 US$. Danach arbeitete er als Börsenmakler. Parallel dazu entwickelte er ein sportliches Interesse an Langstreckenrennen.
Im Jahr 2000 steckte De Sena während eines 350-Meilen-Rennens im Winter in Québec im Schnee fest. Diese Erfahrung veranlasste ihn, zusammen mit Andy Weinberg einen Extrem-Hindernislauf zu entwickeln. Das erste so genannte „Death Race“ fand 2007 mit acht Teilnehmern statt, wovon drei das Rennen absolvierten. 
2009 entwickelte De Sena das Spartan Race, mit jährlich über 1 Million Startern die größte Extrem-Hindernislauf-Serie weltweit.

## Bücher
- 10 Rules for Resilience: Mental Toughness for Families, HarperOne, 2021, ISBN 978-0063063365
- Spartan Fit!: 30 Days. Transform Your Mind. Transform Your Body. Commit to Grit. No Gym Required. Houghton Mifflin Harcourt, New York 2016, ISBN 978-0-544-43960-3.
- Spartan Up: A Take-No-Prisoners Guide to Overcoming Obstacles and Achieving Peak Performance in Life. Houghton Mifflin Harcourt, Boston 2014, ISBN 978-0-544-28617-7.